# 內爆

在一場爆炸中（上圖），衝擊由爆炸的源頭向外傳播，而在一場內爆中（下圖），物體向內部塌陷（通常受外部擠壓所致）

內爆是一種物體塌陷（或受擠壓）至自身內部的過程。作為爆炸的對立面，內爆將物質與能量集中而非擴散。真正意義上的內爆通常涉及內部（相對低）與外部（相對高）的壓力差，或內外受力不均，以至於物體結構向內塌陷。內爆的一個典型例子是潛水艇因受深海水壓而被壓碎。同時應當注意的是，受引發內爆因素影響的物體，塌陷過程從內部開始至外部。

## 例子

### 核武器
在內爆式核彈的設計中，由钚、鈾或者是其他可裂变物质構成的球層由外部引爆的雷管觸發內爆。這一過程壓縮了裂變物質的體積，由此增加了密度，達到臨界質量並引發鏈式反應。
在某些熱核武器中，外部爆炸的能量被用於在點燃聚變燃料前使其內爆，引發核聚变反應。通常，這種運用輻射引發內爆的方法，如氫彈和慣性約束聚變中所運用的，被稱作輻射內爆。

### 流體力學
空穴現象與內爆過程有關。當空穴氣泡在液體中產生時（比如由高速轉動的螺旋槳），此氣泡通常會迅速地被周圍液體壓縮。

### 天體物理學
內爆是大質量恆星引力坍缩的重要環節，由此過程超新星、中子星甚至是黑洞得以形成。

### 受控建築拆除
不同結構類型的大型建築，比如砌体结构、鋼架結構或者鋼筋混凝土結構，可通過選擇性的、有序的爆炸炸毀部分承重結構使整個建築更易於拆除，以此可使得建築物在數秒內自己倒塌，盡量減少對附近地區的損害。此技術涉及按特定時間間隔引爆事先安置好的炸藥，使建築物中心結構受引力作用垂直坍塌，同時作用周圍結構向中心塌陷，這一過程常被錯誤地成為“內爆”。

### 陰極射線管與熒光燈管內爆

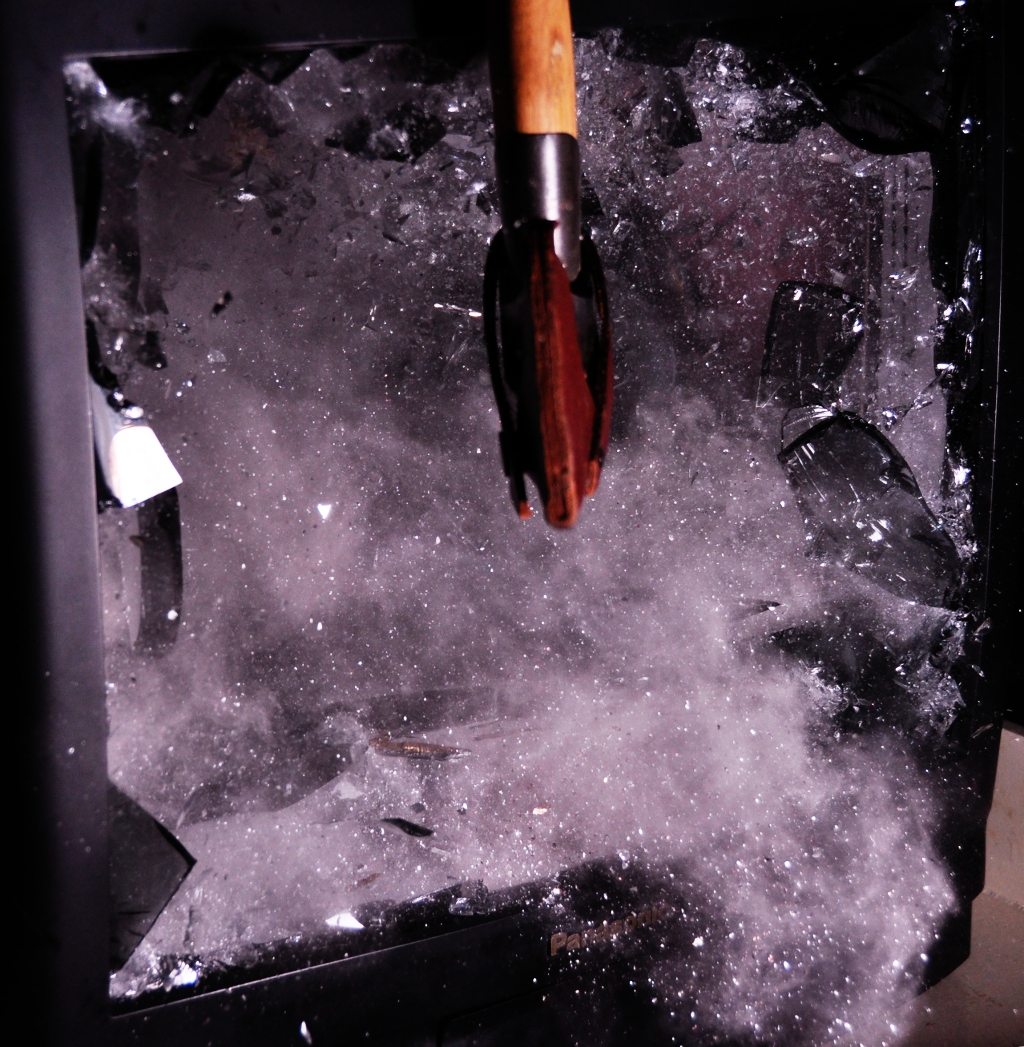
CRT屏內爆

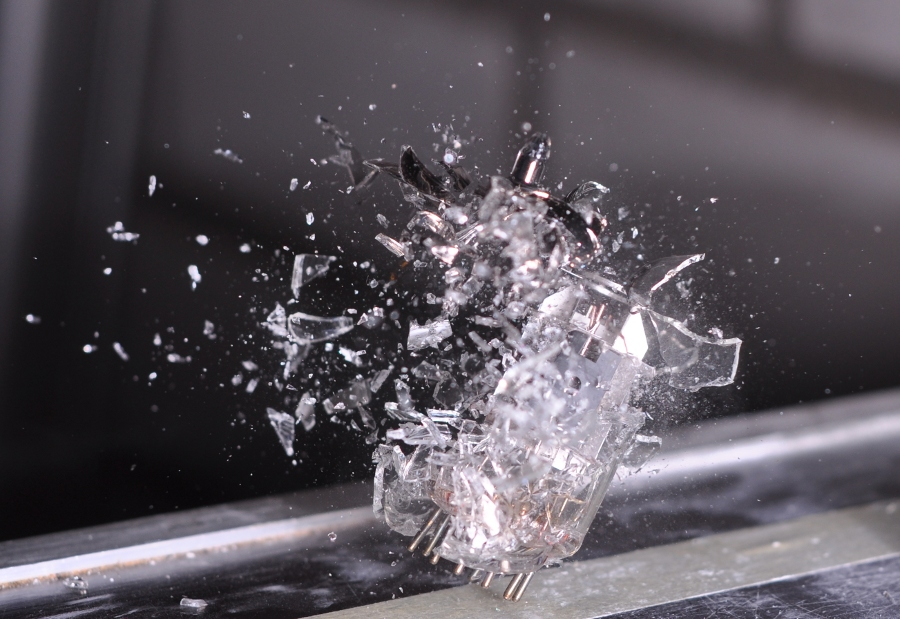
真空管內爆

在所有陰極射線管中都是高度真空的。如果外部氣罩受損，可能會發生危險的內爆。內爆過程中產生的能量可能會使破裂的玻璃碎片以高速向外射出。雖然現在使用的CRT電視屏與電腦屏具有環氧樹脂層防止氣罩破損，從設備中拆除CRT（陰極射線管）必須十分小心以防造成傷害。

## 外部連結
- Converging Shock Waves